# Infinity (album de Journey)
Pour les articles homonymes, voir Infinity.
Albums de Journey
Next
(1977) Evolution
(1979)
Singles
1. Wheel in the Sky
Sortie : 1978
2. Feeling That Way/Anytime
Sortie : 1978
3. Lights
Sortie : 1978

Infinity est le quatrième album studio du groupe Journey sorti en 1979. Cet album marque une étape importante dans le cheminement du groupe, d'abord avec l'arrivée du chanteur Steve Perry, laissant au claviériste Gregg Rolie la possibilité de se concentrer plus sur son jeu aux claviers. Puis ce sera le dernier album avec le batteur britannique Aynsley Dunbar qui quittera pour être remplacé par Steve Smith. Sur la chanson Feeling that way, on a droit à un duo de chanteurs entre Steve Perry et le claviériste Gregg Rolie, ce dernier chante seul sur Anytime. Deux des succès du groupe se retrouvent sur cet album, Lights et Wheel in the sky.

## Liste des chansons
- 1 : Lights : Steve Perry, Neal Schon : 3:11
- 2 : Feeling That Way (en) : Perry, Gregg Rolie, Aynsley Dunbar : 3:28
- 3 : Anytime : Rolie, Roger Silver, Robert Fleischman, Schon, Ross Valory : 3:28
- 4 : Lă Do Dā : Perry, Schon : 3:01
- 5 : Patiently : Perry, Schon : 3:21
- 6 : Wheel in the Sky (en) : Schon, Fleischman, Diane Valory : 4:12
- 7 : Somethin' to Hide : Perry, Schon : 3:27
- 8 : Winds of March : Matt Schon, Fleischman, Rolie, Perry : 5:04
- 9 : Can Do : Perry, Valory : 2:39
- 10 : Opened the Door : Perry, Rolie, Schon : 4:37

## Personnel
- Steve Perry : Chant
- Neal Schon : Guitares acoustique et électrique, chœurs
- Gregg Rolie : Claviers, chant sur 3 et duo sur 2, chœurs
- Ross Valory : Basse, chœurs
- Aynsley Dunbar : Batterie, percussions

## Production
- Roy Thomas Baker – producteur, mixing
- Geoff Workman – ingénieur